# Lukáš Vydra
Lukáš Vydra (ur. 23 sierpnia 1973 w Pradze) – czeski lekkoatleta specjalizująca się w biegach średniodystansowych, medalista mistrzostw Europy w 1998. 

## Osiągnięcia sportowe
Zajął 4. miejsce w biegu na 1500 metrów na halowych mistrzostwach Europy w 1996 w Sztokholmie. Odpadł w ćwierćfinale biegu na 800 metrów na  mistrzostwach świata w 1997 w Atenach i półfinale tej konkurencji na halowych mistrzostwach Europy w 1998 w Walencji.
Zdobył brązowy medal w biegu na 800 metrów na mistrzostwach Europy w 1998 w Budapeszcie, przegrywając jedynie z Nilsem Schumannem z Niemiec i André Bucherem ze Szwajcarii. Odpadł w półfinale biegu na 800 metrów na halowych mistrzostwach świata w 1999 w Maebashi oraz w eliminacjach tej konkurencji na halowych mistrzostwach świata w 2001 w Lizbonie.
Był mistrzem Czech w biegu na 800 metrów w 1997 i 1998, wicemistrzem w biegu na 1500 metrów w 1996 oraz brązowym medalistą w biegu na 1500 metrów w 1993. W hali był mistrzem Czech w biegu na 800 metrów w 1999 i 2001 oraz w biegu na 1500 metrów w 1995 i 1996.
Jest aktualnym (sierpień 2022) rekordzistą Czech w biegu na 800 metrów z czasem 1:44,84, uzyskanym 12 sierpnia 1998 w Zurychu i w biegu na 1000 metrów z czasem 2:16,56, uzyskanym 5 sierpnia 1998 w Sztokholmie.

## Rekordy życiowe
Rekordy życiowe Vydra:
- bieg na 800 metrów – 1:44,84 (12 sierpnia 1998, Zurych)
- bieg na 800 metrów (hala) – 1:47,12 (4 lutego 1998, Praga)
- bieg na 1000 metrów – 2:16,56 (5 sierpnia 1998, Zurych)
- bieg na 1000 metrów (hala) – 2:20,62 (16 lutego 2001, Halle)
- bieg na 1500 metrów – 3:41,59 (7 czerwca 1997, Praga)
- bieg na 1500 metrów (hala) – 3:41,51 (9 marca 1996, Sztokholm)